# Cuenca
Cuenca è un comune spagnolo di 54 187 abitanti situato nella comunità autonoma di Castiglia-La Mancia.
È sede vescovile ed è la capitale dell'omonima provincia. La parte bassa della città è moderna mentre la parte alta è la parte storica ed è stata dichiarata patrimonio dell'umanità dall'UNESCO nel 1996.

## Storia
Cuenca fu fondata dai Romani che le diedero il nome di Conca. Divenne poi un castello forte a difesa della regione che era stata occupata, insieme al borgo, dai Mori, e dipendente dalla Taifa di Valencia.
Il re di Castiglia Alfonso VIII la riconquistò nel 1177 e le concedette, a compenso della sua lealtà, esenzioni e privilegi. Pochi anni dopo divenne sede vescovile e nella seconda metà del XIII secolo ricevette il titolo di città da Alfonso X, periodo in cui raggiunse il suo massimo splendore con la costruzione della cattedrale. Nel 1521 partecipò attivamente alla Rivolta dei comuneros. Nel 1588 fu costruito il palazzo vescovile.
Durante la guerra di indipendenza fu saccheggiata dai Francesi. Fu assediata e conquistata dai carlisti nel 1874 che distrussero anche parte delle mura. Nel 1902 la facciata barocca della cattedrale crollò e fu ricostruita in stile neogotico dall'architetto Vicente Lamperez. Nel 1996 il suo centro storico con le sue chiese e le famose casas colgadas (case sospese) è stato dichiarato patrimonio dell'umanità.

## Geografia e clima
L'antica cittadina si trova a cavallo di un ripido sperone i cui fianchi scendono a precipizio nelle gole profonde dei fiumi Jùcar e Huécar. La città è divisa in due parti distinte. La città nuova si trova a sud-ovest rispetto alla parte antica ed è separata da quest'ultima dallo Huécar. L'altitudine della città varia dai 900 m della parte moderna ai più di 1.000 m della parte vecchia. Il clima è di tipo mediterraneo continentale con temperature fredde d'inverno e calde d'estate, con escursioni termiche notevoli tra il giorno e la notte, soprattutto nei mesi più caldi dell'anno.
| 1971–2000           | Gen  | Feb  | Mar  | Apr  | Mag  | Giu  | Lug  | Ago  | Set  | Ott  | Nov  | Dic  | TOTALE |
| ------------------- | ---- | ---- | ---- | ---- | ---- | ---- | ---- | ---- | ---- | ---- | ---- | ---- | ------ |
| Temp. massima (°C)  | 9,4  | 11,4 | 14,2 | 15,7 | 20,1 | 25,9 | 30,7 | 30,3 | 25,5 | 18,6 | 13,1 | 10,0 | 18,8   |
| Temp. minima (°C)   | -0,7 | 0,2  | 1,7  | 3,9  | 7,6  | 11,7 | 14,7 | 14,8 | 11,3 | 6,8  | 2,7  | 0,7  | 6,3    |
| Precipitazioni (mm) | 45   | 41   | 32   | 56   | 60   | 44   | 15   | 17   | 37   | 53   | 49   | 58   | 507    |

## Monumenti e luoghi d'interesse
- Cattedrale di Santa Maria e San Giuliano: costruita su una moschea araba in stile gotico dal 1182 al 1270 la cui facciata fu ricostruita dopo un crollo nel 1902 è dichiarata monumento nazionale.
- Casas colgadas: case sospese costruite a partire dal XIV secolo che, sostenute da travi, si aggrappano al roccione.
- Palazzo vescovile: del 1588 contiene anche un museo di arte sacra con oreficerie, arazzi fiamminghi e quadri di grandi pittori quali Spagnoletto, Van Dyck, El Greco.
- Museo de Arte Abstracto: allestito nelle casas colgadas comprende una significativa collezione di arte astratta spagnola.
- Il Castillo: alcazar arabo, fu per alcuni secoli sede della Inquisizione di Cuenca.
- Torre Mangana: torre di guardia in rovina in cima alla città, è ciò che rimane di una fortezza araba.

## Eventi
- Dal 1962 ospita un importante festival musicale, la Semana de Música Religiosa de Cuenca.
- Dal 18 al 21 di settembre si festeggia San Matteo.

## Curiosità
- L'anime del 2010 Sora no woto è ambientato a Seize, città che è visivamente ispirata a Cuenca di cui riproduce moltissimi scorci panoramici.
- Il Concavenator corcovatus è un dinosauro teropode vissuto circa 130 milioni di anni fa, nella zona di questa città.

## Amministrazione

### Gemellaggi
- Cuenca
- Plasencia
- L'Aquila
- Ronda
- Paju
- Taxco de Alarcón
- Cerreto Sannita
- Bollène

## Galleria d'immagini

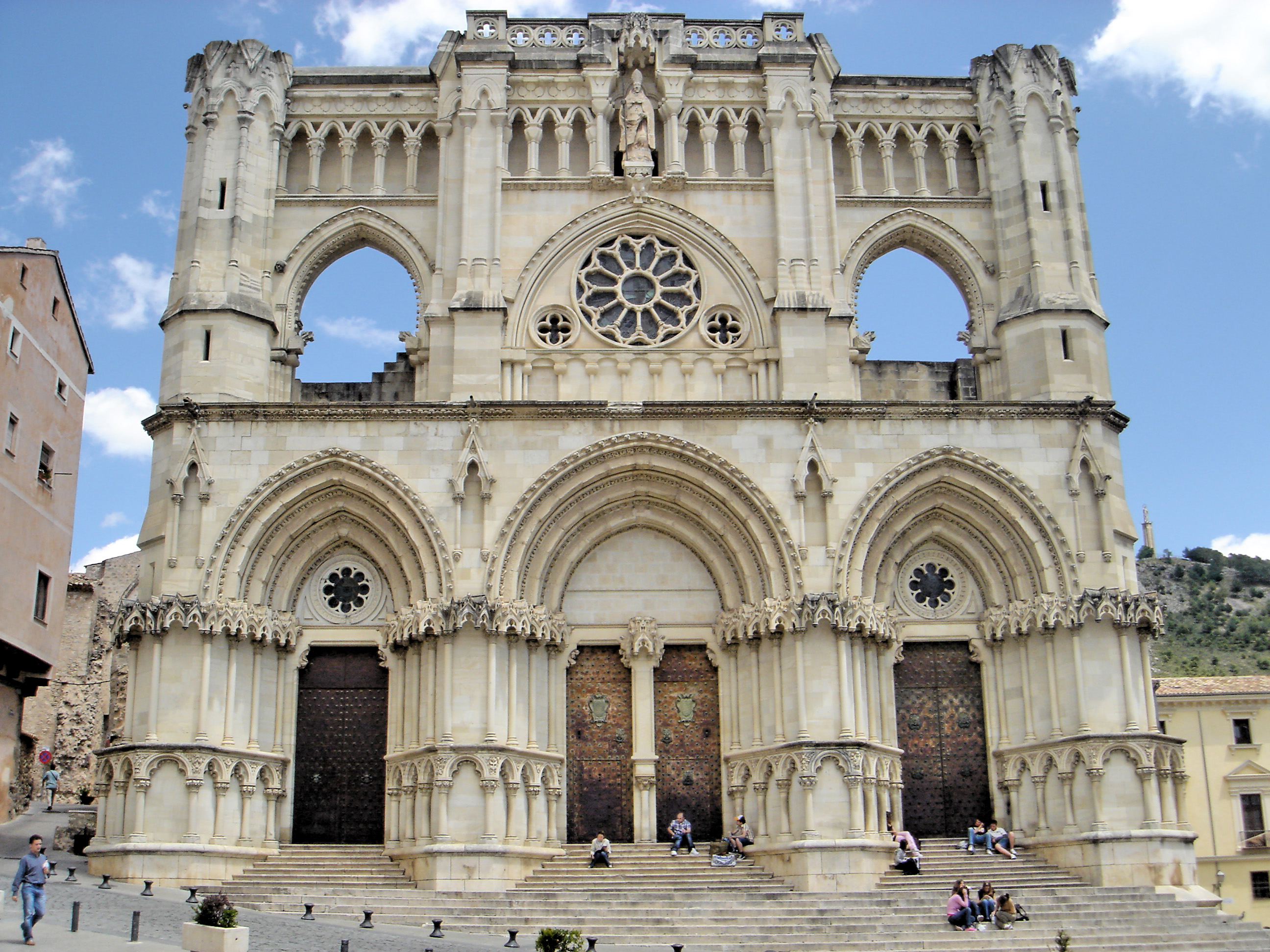
La cattedrale
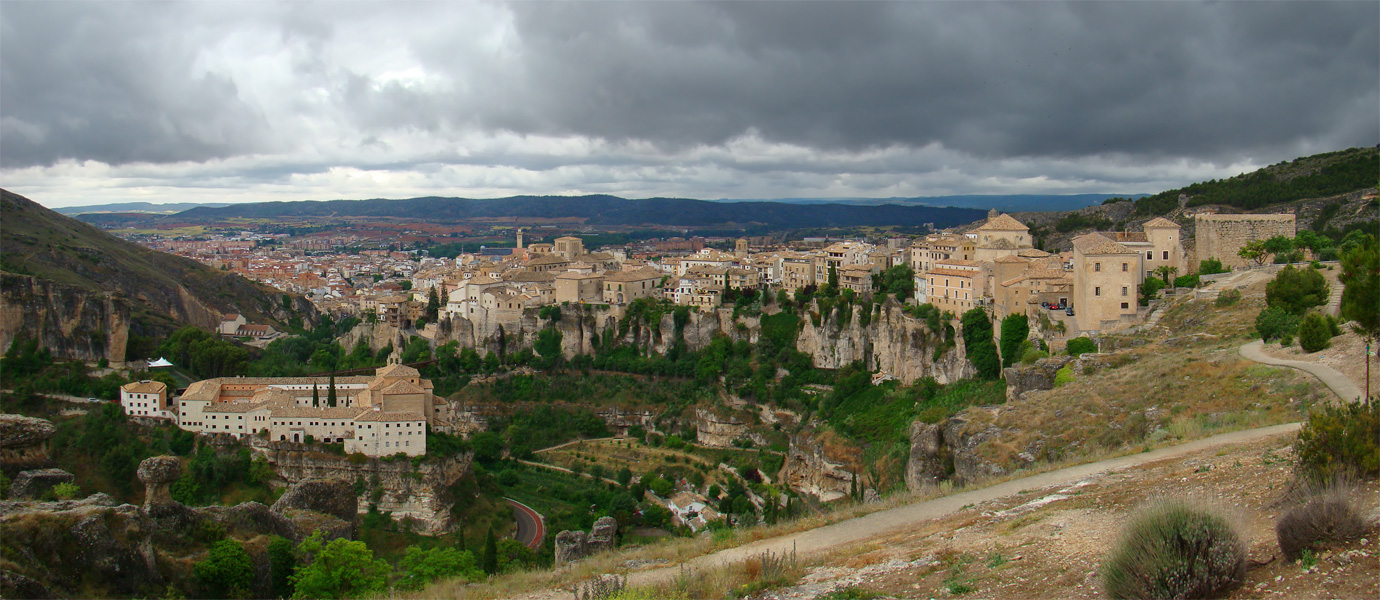
Cuenca
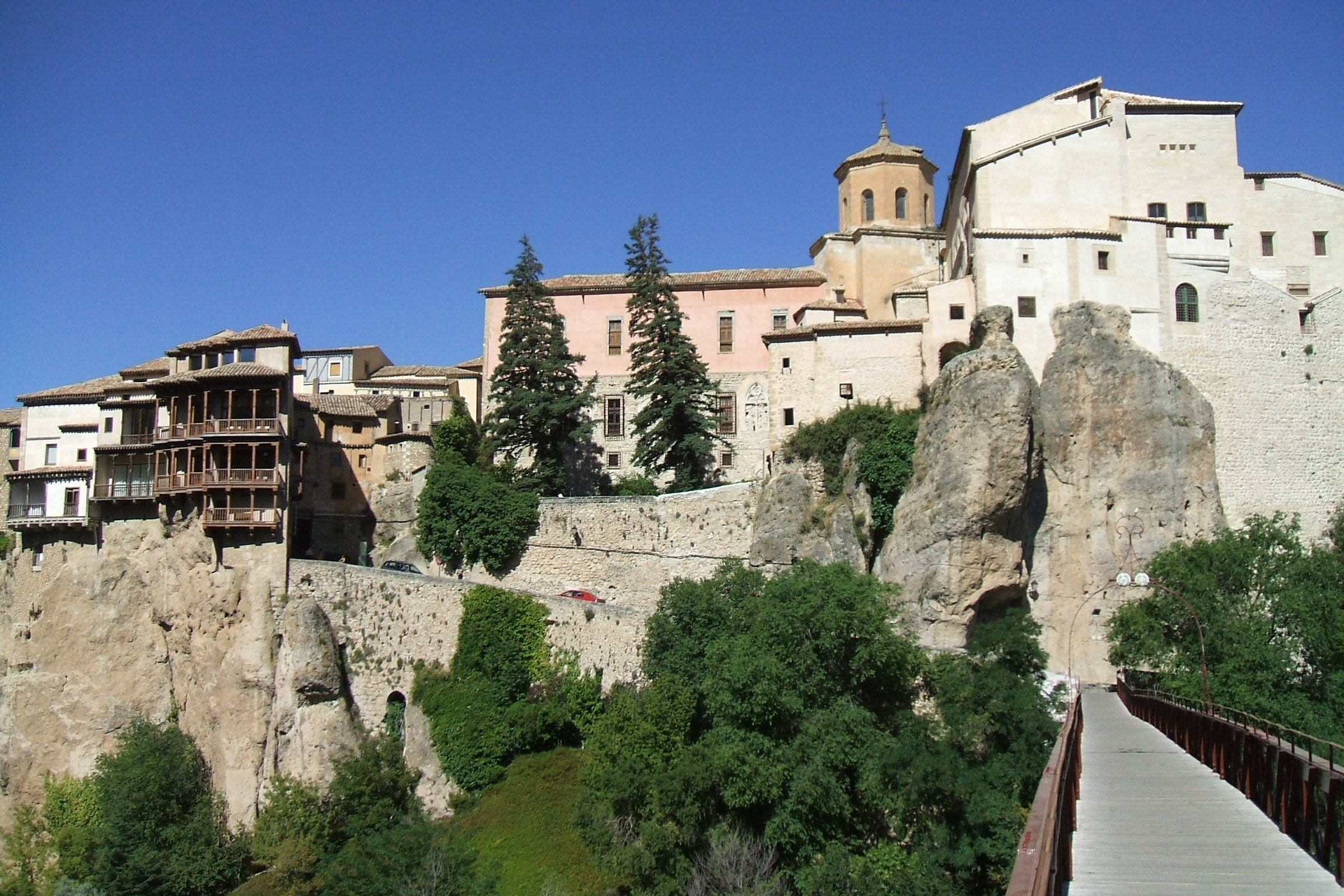
Ingresso alla città
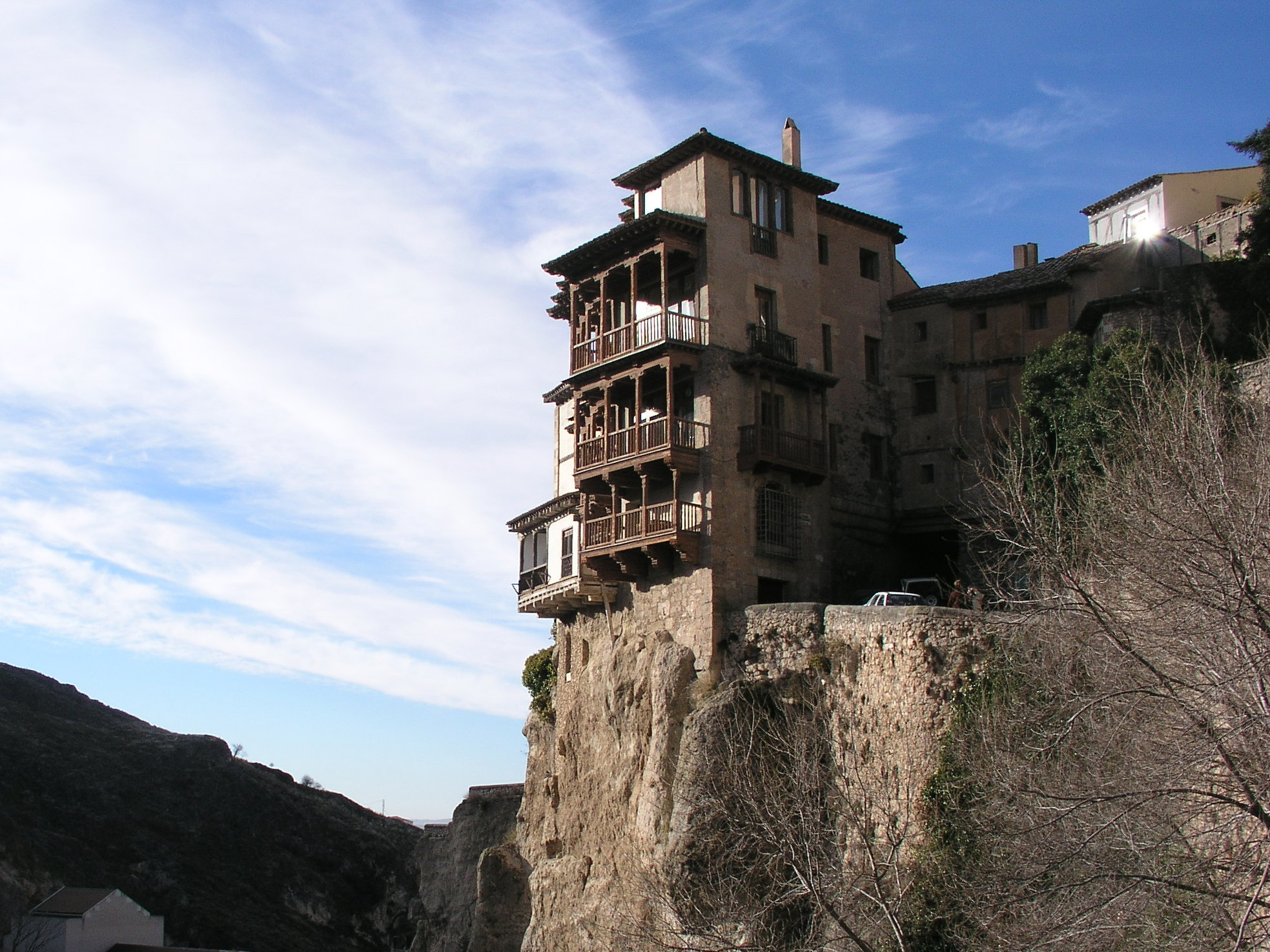
Case sospese
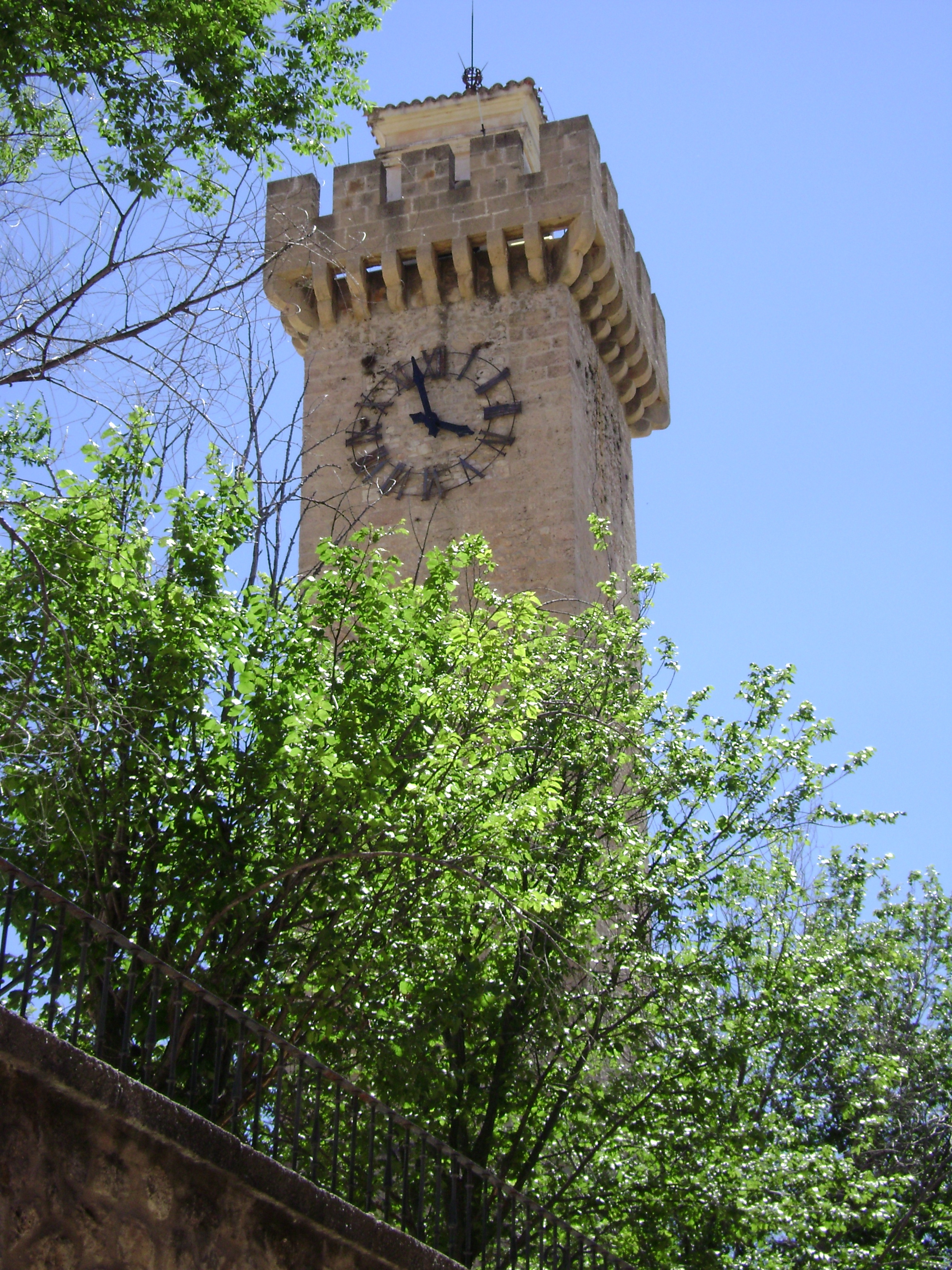
La torre Mangana
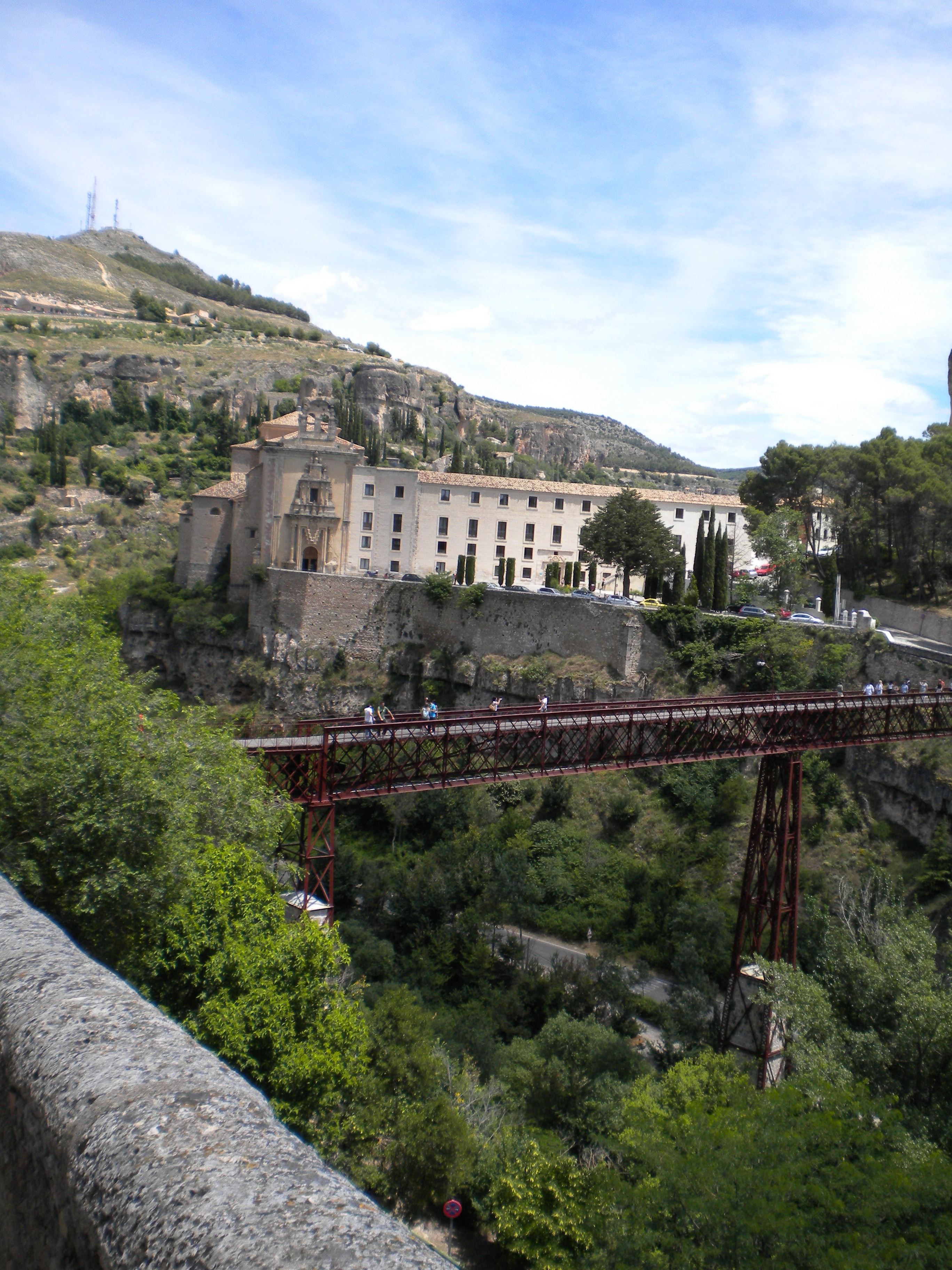
Puente de San Pablo